# Albersdorf, Saale-Holzland
Albersdorf là một đô thị thuộc huyện Saale-Holzland, bang Thuringia, Đức. Dân số thời điểm 31 tháng 12 năm 2006 là 239 người.